# Dominikanerkloster Pforzheim

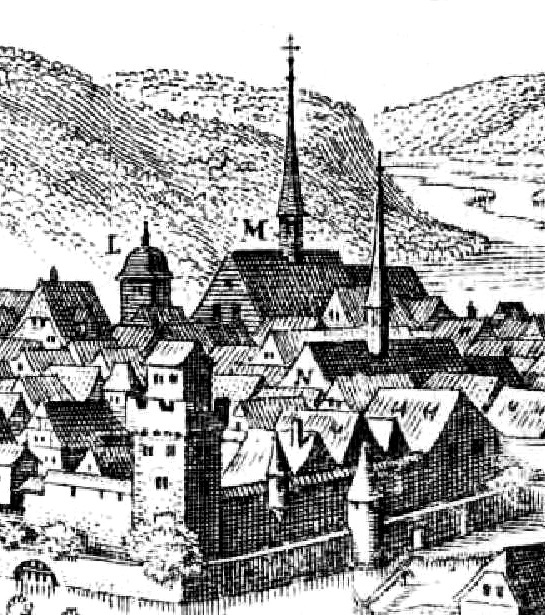
Dominikanerkloster (M) auf Merians Ansicht von Pforzheim (1643)

Das Dominikanerkloster Pforzheim mit dem Patrozinium St. Stephan war ein Kloster des Dominikanerordens im nordbadischen Pforzheim. Es befand sich südlich des Schlossbergs (heutige Adresse Östliche Karl-Friedrich-Straße 4) und bestand vom Ende des 13. bis zur Mitte des 16. Jahrhunderts. Von den Gebäuden sind keine Reste erhalten.

## Geschichte
Das genaue Gründungsdatum der Bettelordensniederlassung ist unbekannt. Die Stiftung wird mit Markgraf Hermann VII. (reg. 1288–1291) in Verbindung gebracht. 1294 ist das Kloster als bestehend erwähnt. Im 14. Jahrhundert war ein Studium particulare (Vorbereitung zum Studium generale) eingerichtet. In den Jahren 1382, 1414, 1488 und 1507 tagte in Pforzheim das Provinzialkapitel. Markgraf Jakob I. (reg. 1431–1453) förderte Baumaßnahmen am Kloster sowie den Übergang zur Reformbewegung. Danach nahm das Klosterleben einen vorübergehenden Aufschwung. Ein bedeutender Konventuale war Wendelin Fabri.
Georg Reuchlin, der Vater von Johannes Reuchlin, war Güterverwalter des Klosters und das Epitaph seiner Mutter befand sich bis zur Zerstörung im Kreuzgang.
Das Vordringen reformatorischer Ideen führte ab 1520 zum Austritt mehrerer Brüder. Unter Markgraf Karl II. erfolgte zwischen 1555 und 1566 die Aufhebung und Konfiskation des Klosters. Die St.-Stephans-Kirche wurde lutherische Stadtkirche, in die Konventsgebäude zog die städtische Lateinschule ein.
Nach dem Restitutionsedikt kamen für 18 Jahre (1631–1649) wieder Dominikaner ins Kloster. 1689 wurde St. Stephan im Pfälzischen Erbfolgekrieg zerstört. Ein Nachfolgebau von 1711 wurde 1789 durch Brand vernichtet. Danach diente die Schlosskirche St. Michael als evangelische Stadtkirche, bis 1896–1899 weiter südlich beim Zusammenfluss von Nagold und Enz ein historistischer Neubau entstand.
Von der Ausstattung des Dominikanerklosters ist ein spätgotischer Kruzifixus aus dem Kreuzgang erhalten.